# Herdwangen-Schönach
Herdwangen-Schönach é um município localizado no distrito de Sigmaringen, em Baden-Württemberg, Alemanha.